# Puk Stubbe
Puk Stubbe (* 26. Februar 2000 in Gouda) ist eine niederländische Beachvolleyballspielerin.

## Karriere
Puk Stubbe ist die jüngere Schwester der ebenfalls als Beachvolleyball-Profi aktiven Joy Stubbe. Sie spielte 2016 ihre ersten nationalen Turniere mit Mered de Vries und Pleun Ypma. Bei der U18-Europameisterschaft in Brünn erreichte sie mit Esmee Priem den neunten Platz. 2017 spielte sie weitere niederländische Turniere mit wechselnden Partnerinnen. Ab 2018 bildete sie ein Duo mit Emma Piersma. Piersma/Stubbe wurden 2018 Siebte bei der U20-EM in Anapa. Beim Ein-Stern-Turnier der FIVB World Tour in Vaduz kamen sie auf den fünften Rang. Anfang 2019 belegten sie beim Vier-Sterne-Turnier in Den Haag den 25. Platz. Im Sommer wurde Stubbe mit Priem auf der nationalen Tour unter anderem Zweite in Zaanstad und gewannen in Almelo. Bei der niederländischen Meisterschaft kam sie mit Julia Wouters auf den fünften Platz. Danach war sie mit Piersma noch auf drei nationalen Turnieren aktiv. Außerdem nahmen Piersma/Stubbe am Turnier King of the Court in Utrecht teil. Im Februar 2021 spielte Stubbe mit der Schweizerin Mara Betschart bei den Playoffs der German Beach Trophy in Düsseldorf und schied im Viertelfinale aus.